# Тунжэнь
Тунжэ́нь (кит. упр. 铜仁, пиньинь Tóngrén) — городской округ в провинции Гуйчжоу КНР.

## История
Во времена империи Мин в 1413 году были созданы Тунжэньская (铜仁府), Сынаньская (思南府), Шицяньская (石阡府) и Улоуская (乌罗府) управы, подчинявшиеся властям провинции Гуйчжоу. В 1438 году Улоуская управа была расформирована, а подчинявшаяся её властям территория в основном перешла в подчинение властям Тунжэньской управы. В 1598 году в месте размещения властей Тунжэньской управы был создан уезд Тунжэнь (铜仁县). В 1880 году власти уезда Тунжэнь переехали, и разместились западнее места пребывания властей Тунжэньской управы. После Синьхайской революции в Китае была проведена реформа структуры административного деления, в ходе которой управы были упразднены, и поэтому в 1913 году Тунжэньская, Сынаньская и Шицяньская управы были расформированы, а в бывших местах размещения их властей были созданы уезды Тунжэнь, Сынань и Шицянь (прежний уезд Тунжэнь был при этом переименован в Цзянкоу).
После вхождения этих мест в состав КНР в конце 1949 года был создан Специальный район Тунжэнь (铜仁专区), состоящий из 9 уездов.
В сентябре 1956 года уезд Сунтао был преобразован в Сунтао-Мяоский автономный уезд.
В декабре 1958 года уезды Юйпин и Цзянкоу были присоединены к уезду Тунжэнь, но в августе 1961 года они были воссозданы.
В декабре 1966 года на стыке уездов Тунжэнь и Юйпин был образован Особый район Ваньшань (万山特区), в сентябре 1968 года он был расформирован, в августе 1970 года — создан вновь.
В 1970 году Специальный район Тунжэнь был переименован в Округ Тунжэнь (铜仁地区).
Постановлением Госсовета КНР от 7 сентября 1983 года уезд Юйпин был преобразован в Юйпин-Дунский автономный уезд.
Постановлением Госсовета КНР от 7 октября 1986 года уезд Яньхэ был преобразован в Яньхэ-Туцзяский автономный уезд.
Постановлением Госсовета КНР от 13 декабря 1986 года уезд Инцзян был преобразован в Инцзян-Туцзя-Мяоский автономный уезд.
Постановлением Госсовета КНР от 21 августа 1987 года уезд Тунжэнь был преобразован в городской уезд.
Постановлением Госсовета КНР от 22 октября 2011 года были расформированы округ Тунжэнь и городской уезд Тунжэнь, и образован городской округ Тунжэнь; территория бывшего городского уезда Тунжэнь стала при этом районом Бицзян в его составе, а Особый район Ваньшань был преобразован в район Ваньшань.

## Административно-территориальное деление
Городской округ Тунжэнь делится на 2 района, 4 уезда, 4 автономных уезда:
| Карта | Карта                                 | Карта                | Карта                             | Карта            | Карта         |
| --- | ------------------------------------- | -------------------- | --------------------------------- | ---------------- | ------------- |
| Бицзян Ваньшань Цзянкоу Юйпин-Дунский · автономный уезд Шицянь Сынань Иньцзян-Туцзя- · Мяоский · автономный уезд Дэцзян Яньхэ-Туцзяский · автономный уезд Сунтао-Мяоский · автономный уезд |                                       |                      |                                   |                  |               |
| Статус | Название                              | Иероглифы            | Пиньинь                           | Население (2010) | Площадь (км²) |
| Район | Бицзян                                | 碧江区               | Bìjiāng qū                        |                  |               |
| Район | Ваньшань                              | 万山区               | Wànshān qū                        |                  |               |
| Уезд | Цзянкоу                               | 江口县               | Jiāngkǒu xiàn                     |                  |               |
| Уезд | Шицянь                                | 石阡县               | Shíqiān xiàn                      |                  |               |
| Уезд | Сынань                                | 思南县               | Sīnán xiàn                        |                  |               |
| Уезд | Дэцзян                                | 德江县               | Déjiāng xiàn                      |                  |               |
| Юйпин-Дунский автономный уезд | Юйпин-Дунский автономный уезд         | 玉屏侗族自治县       | Yùpíng Dòngzú zìzhìxiàn           |                  |               |
| Иньцзян-Туцзя-Мяоский автономный уезд | Иньцзян-Туцзя-Мяоский автономный уезд | 印江土家族苗族自治县 | Yìnjiāng Tǔjiāzú Miáozú zìzhìxiàn |                  |               |
| Яньхэ-Туцзяский автономный уезд | Яньхэ-Туцзяский автономный уезд       | 沿河土家族自治县     | Yánhé Tǔjiāzú zìzhìxiàn           |                  |               |
| Сунтао-Мяоский автономный уезд | Сунтао-Мяоский автономный уезд        | 松桃苗族自治县       | Sōngtáo Miáozú zìzhìxiàn          |                  |               |